# Roberto Lorenzana
Francisco Roberto Lorenzana Durán (Santa Ana, 1959) es un político y filósofo salvadoreño. Fue secretario técnico (2014-2018) y secretario de Comunicaciones y Gobernabilidad de la Presidencia de la República (2018-2019). En el período de la guerra civil de El Salvador fue conocido por el seudónimo de Capitán Walter.

## Biografía
Nació en Santa Ana, el año de 1959. Es Licenciado en Filosofía por la Universidad de El Salvador.
En marzo de 1980, fue uno de los fundadores de las Fuerzas Armadas de Liberación (FAL), estructura armada del Partido Comunista Salvadoreño (PCS), fuerza que se integró en octubre del mismo año al Frente Farabundo Martí para la Liberación Nacional (FMLN). En 1981, Lorenzana fue uno de los organizadores del Frente Occidental "Feliciano Ama" en la zona de Cutumay Camones, departamento de Santa Ana. Posteriormente, comandó una columna guerrillera en el departamento de Usulután.
Como parte de la dirección del PCS, participó en el proceso de negociación que condujo a los Acuerdos de Paz de Chapultepec. Entre 1992 y 1994 fue uno de los coordinadores del esfuerzo de transformación del FMLN de fuerza insurgente a partido político legal. Posteriormente, pasó a formar parte de la Comisión Política de dicho partido. Entre 2010 y 2014 fue Secretario Nacional de Comunicaciones del FMLN.
Fue diputado a la Asamblea Legislativa entre 1994 y 2003, elegido por circunscripción nacional. Volvió al Legislativo en 2006 y fue sucesivamente reelecto en 2009 y 2012 como diputado por el departamento de Santa Ana. Fue vicepresidente de la Asamblea Legislativa entre 2009 y 2014. En sus mandatos legislativos, integró las comisiones de Economía y Agricultura.
El 1 de junio de 2014, el presidente Salvador Sánchez Cerén lo nombró secretario técnico y de Planificación, cargo que implica la tarea de coordinar la actividad interministerial. 
Fue representante de El Salvador en el 36.º período de sesiones de la Comisión Económica para América Latina y el Caribe (CEPAL).
En septiembre de 2017, encabezó las negociaciones para el acuerdo legislativo de reforma del sistema de ahorro de pensiones.
El 19 de marzo de 2018, el presidente Salvador Sánchez Cerén lo nombró Secretario de Comunicaciones y Gobernabilidad de la Presidencia.